# Saint-Romphaire

Saint-Romphaire este o comună în departamentul Manche, Franța. În 1 ianuarie 2018 avea o populație de 760 de locuitori.